# 魏洪亮
魏洪亮（1915年—1990年），中国人民解放军将领、中国人民解放军开国少将。
曾任中国人民解放军广州军区工程兵政治部主任。1955年，授予中国人民解放军少将。